# NGC 2614
NGC 2614 is een spiraalvormig sterrenstelsel in het sterrenbeeld Grote Beer. Het hemelobject werd op 1 december 1863 ontdekt door de Duits-Deense astronoom Heinrich Louis d'Arrest.

## Synoniemen
- UGC 4523
- MCG 12-9-5
- ZWG 331.58
- ZWG 332.5
- IRAS 08373+7309
- PGC 24473